# Comptabiliteitswet 2016
De Comptabiliteitswet 2016 stelt regels omtrent de Nederlandse Rijksbegroting alsmede omtrent de Algemene Rekenkamer. Daarmee geeft zij vorm aan de opdracht in de Nederlandse Grondwet om rijksbegroting (artikel 105) en Rekenkamer (artikel 78) bij formele wet te regelen.

## Voorloper
De Comptabiliteitswet 2016 is de opvolger van de Comptabiliteitswet 2001, die bij de inwerkingtreding van de Comptabiliteitswet 2016 op 1 januari 2018 is vervallen.

## Belang
De Comptabiliteitswet bevat bepalingen voor de begroting van het Rijk, het begrotingsbeheer en de bedrijfsvoering van het Rijk, het toezicht van de ministers, het liquidemiddelenbeheer en de financiering van rechtspersonen die collectieve middelen beheren, de verantwoording van het Rijk, de accountantscontrole bij het Rijk, de Algemene Rekenkamer en de comptabele noodwetgeving. 

## Inhoud van de wet
De wet is onderverdeeld in 10 hoofdstukken; de artikelen zijn per hoofdstuk genummerd. Zo zijn bijvoorbeeld de niet-departementale begrotingen geregeld in artikel 4.3. De hoofdstukken zijn achtereenvolgens:
1. Algemene bepalingen
2. De begroting en verantwoording van het Rijk
3. Begrotingsbeheer en financieel beheer: normering
4. Begrotingsbeheer en financieel beheer: verantwoordelijkheden
5. Beheer van publieke liquide middelen buiten het Rijk
6. Toezicht op het beheer van publieke financiële middelen buiten het Rijk
7. Algemene Rekenkamer
8. Comptabele noodwetgeving
9. Wijziging andere wetten
10. Evaluatie-, overgangs- en slotbepalingen